# Киданьская письменность
Киданьские письменности — вымершая письменность, использовавшаяся для записи киданьского языка, вероятно, относившегося к монгольской ветви алтайской семьи языков. Существовали две функционально независимые системы записи киданьского языка — большое и малое киданьское письмо. Эти системы, вероятно, использовались параллельно, и продолжали использоваться некоторое время после падения киданьской империи Ляо. Киданьская письменность сохранилась в основном в виде эпитафий, надписей на стелах, монетах и т. д., хотя иногда обнаруживаются и другие памятники.
По мнению многих исследователей[кого?], киданьское письмо до конца не расшифровано, и для его полного понимания требуется дальнейшее изучение. Основополагающим трудом по киданьскому письму является вышедшее в 1985 году «Исследование малого киданьского письма» под редакцией монгольского ученого Чингэлтэя.
Киданьское письмо является предком чжурчжэньской письменности.

## Большое письмо

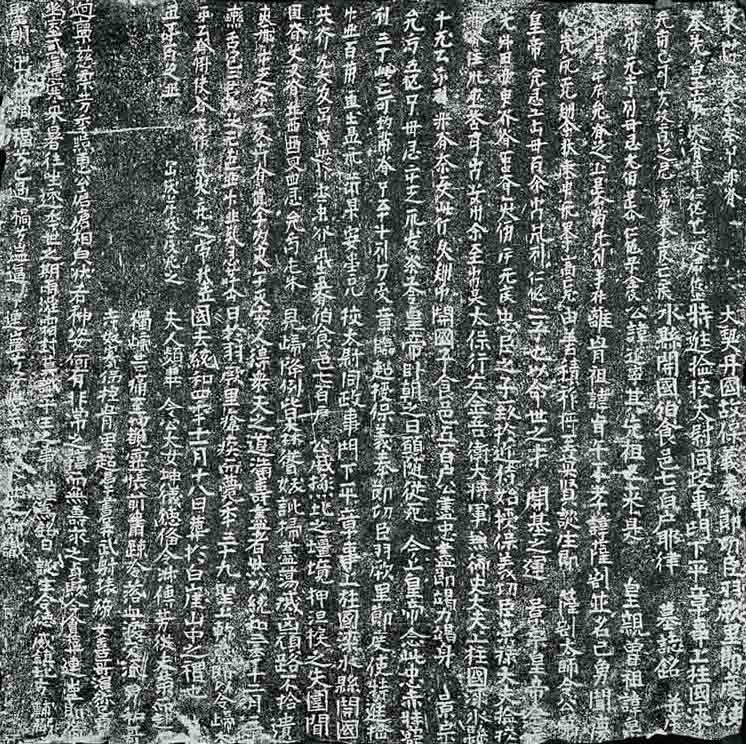
Мемориал Елюй Яньнин (耶律延寧) (946—986). Датировано 986 годом. Верхняя половина написана киданьским крупным шрифтом на монгольско-киданьском языке, состоит из 19 строк и 271 символа. Нижняя половина на китайском языке. В основном краткое изложение заслуг и семейных ассоциаций Елу Яннина. Найден в 1964 году на горе Байму, уезд Чаоян, Ляонин, Китай

Большое киданьское письмо было введено в 920 году н. э. императором Абаоцзи, основателем киданьской империи Ляо, для ведения летописей нового киданьского государства. Письменность считалась относительно простой, иероглифы записывались линейно сверху вниз и были одинаковыми по размеру.
Хотя большое письмо состояло в основном из логограмм, не исключено, что для записи грамматических элементов использовались идеографические и слоговые знаки. Несмотря на то, что большое киданьское письмо имеет ряд схожих черт с китайской письменностью и несколько знаков было без изменений заимствовано из китайского языка, большая часть знаков большого письма не связана непосредственно с китайскими иероглифами.

## Малое письмо
Малое киданьское письмо было изобретено в 924—925 году киданьским учёным по имени Елюй Дела, после того как благодаря уйгурскому послу при киданьском дворе он познакомился с уйгурским языком и письменностью (из-за этого малое киданьское письмо изначально могло быть дочерней формой уйгурского алфавита).
В малом киданьском письме использовалось меньшее количество знаков по сравнению с большим и было менее сложным, при этом не теряя функциональности. Слова в малом письме записывались блоками знаков. Блок мог включать от двух до семи иероглифов, которые писались внутри блока парами слева направо — сверху вниз. Если в блоке было нечётное число знаков, непарный иероглиф писался в центре под предыдущей парой.
По-видимому, знаки большой и малой письменностей не совпадали. Иногда эпитафии записывались малым письмом, но линейно, как в большом письме. Несмотря на внешнее сходство между малым киданьским письмом и китайской иероглификой, знание китайского языка не помогает при чтении киданьских текстов (например, китайский иероглиф «гора» идентичен логограмме «золото» в малом киданьском письме). Для записи китайских заимствований часто использовались не китайские, а киданьские иероглифы.
Из 378 известных символов малого письма 125 являются семантическими, 115 — фонетическими, а остальные до сих пор не расшифрованы. Малое письмо является сочетанием логографических, силлабических и, согласно некоторым утверждениям, некоторого количества фонетических знаков.
В частности, суффиксы иногда могли записываться силлабограммами, причем один слог мог записываться тремя разными символами в начале, середине и конце слова. При помощи разных силлабограмм мог обозначаться дентальный, губной, задненёбный или носовой характер первого согласного в слоге. Кроме того, на письме могли различаться лабиальные и нелабиальные, передние или задние гласные.